# Carul Mare (asterism)

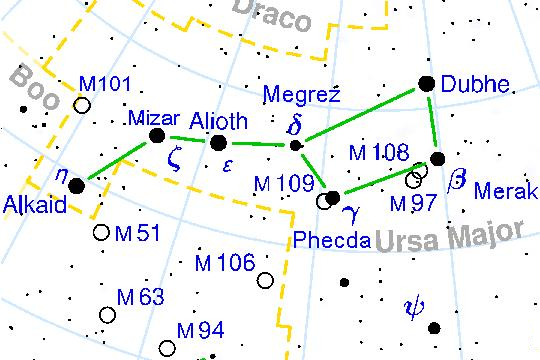
Asterismul Carul Mare (prezentat în această hartă a stelelor, în verde) se află în constelația Ursa Major.

Carul Mare este un asterism de șapte stele care a fost recunoscut, din toate timpurile, ca o grupare distinctă de stele. Stelele care îl constituie sunt cele șapte mai strălucitoare din constelația Ursa Mare.
Romanii denumeau această grupare de stele Septentrion. În latină ,Septemtriones semnifică „cei șapte boi”. Asterismul era altădată o constelație de sine stătătoare denumită „constelația celor șapte boi”.
Termenul septentrion este un sinonim livresc al cuvântului nord, făcând referință la această constelație care indica romanilor Nordul, dar adjectivul septentrional, care este un derivat al cuvântului septentrion, rămâne foarte folosit.
Carul Mare este un asterism semnificativ, care permite găsirea cu ușurință, pe cerul înstelat, a Stelei Polare din emisfera nordică (Polaris).

## Stele
În constelația Ursa Mare, stelele din Carul Mare poartă nume provenind din Denumirea Bayer. Ele sunt numite în ordinea alfabetului grec, pornind de la stelele care formează spatele carului până la oiște.
| Nume propriu | Denumirea Bayer | Magnitudinea aparentă | Distanță (al) |
| ------------ | --------------- | --------------------- | ------------- |
| Dubhe        | α UMa           | 1,8                   | 124           |
| Merak        | β UMa           | 2,4                   | 79            |
| Phecda       | γ UMa           | 2,4                   | 84            |
| Megrez       | δ UMa           | 3,3                   | 81            |
| Alioth       | ε UMa           | 1,8                   | 81            |
| Mizar        | ζ UMa           | 2,1                   | 78            |
| Alkaid       | η UMa           | 1,9                   | 101           |

## Carul Mare, ghid pentru recunoașterea altor stele

### Principii de recunoaștere a Stelei Polare
Cele șapte stele principale ale asterismului, ce alcătuiesc oiștea și fața Carului Mare, au aproximativ aceeași strălucire.
 
Deoarece este ușor de recunoscut, pe baza lui este dată frecvent o metodă de găsire a Stelei Polare: se prelungește linia trasată imaginar pornind de la β Ursae Majoris (Merak) prin α Ursae Majoris (Dubhe), cele două stele care formează spatele Carului Mare [...], cu „de cinci ori distanța dintre stelele α și β Ursae Majoris.” Locul astfel găsit este foarte aproape de Polaris (Steaua Polară).

### Găsirea stelelor Arcturus și Spica
Pe cerul înstelat este ușor să se găsească steaua Arcturus (Alpha Bootis) din Bootes / Boarul: trebuie urmată curba oiștii Carului Mare, trecând prin Aliot (ε), Mizar (ζ) și Alkaid (η), până la Arcturus. Continuând curba, se ajunge la steaua Spica, din Constelația Fecioara.
Distanța unghiulară dintre stelele oiștii Carului Mare și Arcturus este de 31°, în timp ce distanța unghiulară dintre Arcturus și Spica este de 34°.